# Zoran Stefanović
Zoran Stefanović (cyr. Зоран Стефановић; ur. 21 listopada 1969 w Loznicy) – serbski pisarz, scenarzysta, dramaturg, publicysta, krytyk literacki.
Jest prezesem Stowarzyszenia Dramaturgów Serbii (2022).

## Dzieła

### Dramaty
- Ostrvska priča, 1987.
- Vikend sa Marijom Broz, 1990.
- Slovenski Orfej, 1992.
- Skaska o kosmičkom jajetu, 1992.
- Tačka susreta, 1992.
- Sneg nije beo, 2009.

### Powieści
- Verigaši, roman o našima, 1993, 2012.

### Komiksy
- The Third argument (Le Troisième Argument, Treći argument); prozaik Milorad Pavić, rysownik Zoran Tucić
  - Bata-Orbis, Belgrade-Limasol, 1995;
  - Heavy Metal Magazine, New York, 1998/1999/2000.
  - YIL Editions, 2016.[2][3],
- Pod vučjim žigom, rysownik Antoan Simić, Stripmania, Belgrade, 1996.
- Knez Lipen, rysownik Siniša Banović, Parabellum, Sarajevo, 2012.
- The Comics We Loved: Selection of 20th Century Comics and Creators from the Region of Former Yugoslavia (Stripovi koje smo voleli: izbor stripova i stvaralaca sa prostora bivše Jugoslavije u XX veku) – Živojin Tamburić, Zdravko Zupan Zoran Stefanović Paul Gravett, Omnibus, Belgrade, 2011.

### Filmografia
Scenariusze filmowe
- 1987 : Pozdravi sve koji pitaju za mene
- 1992 : Slovenski Orfej
- 1993 : „Janusovo lice istorije” 1-3
- 1995 : Uske staze
- 2005 : Životi Koste Hakmana
- 2011 : Music of Silence